# Рімаль Франц
Франц Рімаль (чеськ. František Rimal; 1880 — ?) — український галицький військовик чеського походження, отаман УГА.

## Життєпис

Франц Рімаль в центрі серед випускників старшинської школи в Коломиї. Травень 1919.

Служив у 36-му піхотному полку армії Австро-Угорщини. Брав участь у Першій світовій війні, нагороджений Орденом Залізної Корони 3 ступеня.

### В Українській Галицькій Армії
В УГА з 26 листопада 1918 року. У 1919 році був командиром старшинської школи в Коломиї, випускники якої характеризували його як «великого приятеля українського народу, який приступними і ясними викладами старався вщіпити незламний патріотизм і гарячу любов до української держави». Сотник, пізніше отаман УГА.
Про ставлення Ф. Рімаля до української справи дає уявлення промова, з якою він виступив перед випускниками Школи:
| «Ви, молоді українські вояки, закінчили з успіхом свою науку і вишкіл, як підстаршини і хорунжі молодої Української Армії підете на фронт боротьби за свою Батьківщину. Будьте відважні і твердо бороніть свою рідну землю від ворогів так, як боронили колись ваші козацькі предки. Але не тільки фронт мусить мати вишколених та ідейних борців за волю: теж і поза фронтом мусить хтось втримати порядок, карність і дисципліну та привернути пошану до армії. Дуже прикро, коли українські стрільці і підстаршини і фронтові старшини боронять Відчизну і свободу народу, а за їх плечима в запіллі ворог безкарно розліплює орли по своїх вікнах, його молодь регочеться по місцях і ігнорує владу і висміює українське військо. Коли таке діється у вас і далі буде діятися, то не будете мати ніякої України. Поляки насмілилися два рази секретно зайти до моєї квартири і мені пропонували перейти до них на службу. Я їх пропозиції з обуренням відкинув, бо я прирік служи-ти вашому народові, якого синів я ще за Австрії подивляв не лише за їх безмежну скромність, а також за їх велику хоробрість і героїзм. Нехай Бог наділить Вашу команду воєнною мудрістю і дасть вашому народові закріпити державну незалежність» [2]. |